# Vasija de enterramiento

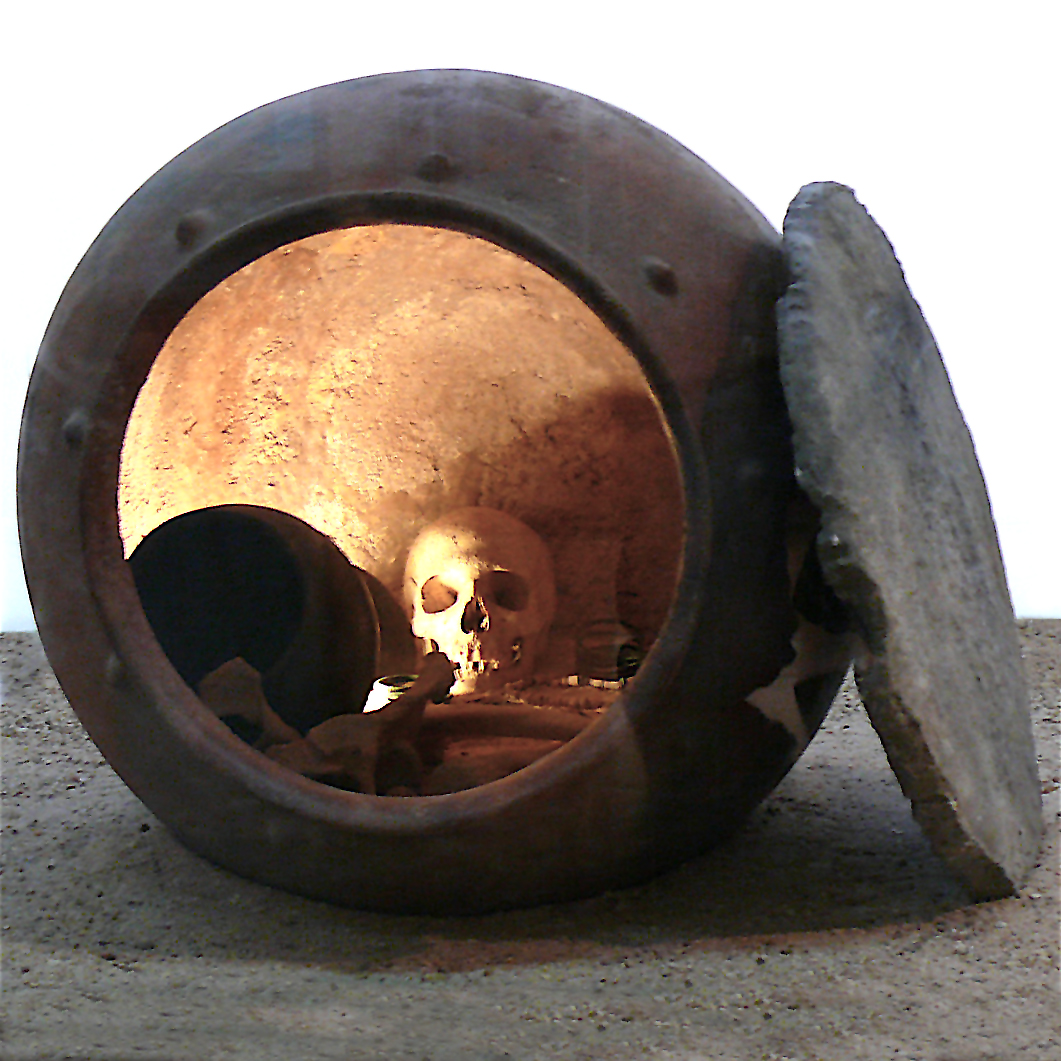
Enterramiento “argárico” en tinaja. Museo Arqueológico Nacional (España). El cadáver se coloca en una vasija de barro grande que luego se enterraba.

Una vasija de enterramiento es un receptáculo de cerámica empleado para guardar los restos de un difunto (no confundir con la urna cineraria donde se guardan las cenizas tras una cremación o incineración). Se describe como gran vasija de boca ancha, cuello corto o sin cuello, vientre esférico amplio (sellado con una tapa). Fueron utilizadas en los enterramientos ceremoniales de diversas culturas prehistóricas, y pueden asociarse o complementarse con procesos funerarios como los llamados campos de urnas, cuyo desarrollo se sitúa en Europa entre el final de la Edad del Bronce y el inicio de la Edad del Hierro. Morfológicamente presentan el aspecto de una tinaja o las antiguas pithoi de la cultura mediterránea, si bien sus usos funerarios son comunes en muy diversas culturas y lugares del planeta.

## Cronología, tipología y localizaciones
Los enterramientos en vasija más antiguos están en discusión, según algunas publicaciones se datan en 900 a. C., en tanto que en otros estudios se atrasan hasta la segunda mitad del IV Milenio a. C., y los más recientes entre los siglos xv y xvii. Aparecen en yacimientos arqueológicos de Camboya, Egipto, España, Filipinas, la India, Indonesia, Irán, Japón, Líbano, Malasia, Palestina, Siria, Sumatra, Taiwán, Tailandia, Vanuatu y Vietnam. 
Los enterramientos se han clasificado según su metodología, proceso y posible jerarquización del muerto, desde un modelo primario o «primer enterramiento», hasta otros más historiados, en función de la cantidad y el tipo de ofrendas (herramientas de bronce o hierro, armas y adornos de bronce, plata, oro, madera, piedra, arcilla, vidrio y pegar) dentro o alrededor del enterramiento, además de los posibles privilegios según la ubicación de la ‘tumba’, o de la colocación de las vasijas mortuorias. La clasificación de los enterramientos ha sugerido la idea de que –en determinadas culturas– el periodo de tiempo que se dejaba entre el primer entierro y el segundo (que suele coincidir con la duración de la descomposición del cuerpo humano), venía impuesto por una interpretación de la muerte como lento proceso de cambio: el paso de la sociedad visible de los vivos a la invisible de los muertos. Así, se ha observado que durante el período de descomposición, el cadáver era atendido como si aún estuviera vivo, dejándole a menudo comida y bebida, rodeado de compañía. En Europa, y en concreto en la península ibérica, la catalogación se complementa con las clasificaciones de otros tipos de enterramiento, como los genéricos de la cultura de los campos de urnas.
El modelo más elemental o «primer enterramiento» queda limitado a la descripción de los ritos inmediatamente después de la muerte. Por ejemplo, en Creta, el cadáver se embalaba fuertemente para que quedase bien encajado en la tinaja (un proceso que se supuso en principio que solo se aplicaba a cuerpos de recién nacidos o niños, pero que también se ha documentado en adultos (con vasijas más grandes y mayor profundidad en las tumbas). En ocasiones, en los enterramientos egipcios por ejemplo, el cuerpo, colocado en posición vertical, determinaba la capacidad y tamaño de la vasija. Tanto en Egipto como en otras diversas culturas del enterramiento, las vasijas disponían de una tapadera que no necesariamente tenía que ser también de cerámica, pudiendo valer una simple piedra plana o incluso otra vasija superpuesta tapando la boca de la más grande. En el segundo modelo de enterramiento se incluyen las ceremonias realizadas con el cuerpo enterrado a lo largo del tiempo de descomposición, el cuidado del cadáver, limpieza de huesos y trofeos, y finalmente su traslado a una urna funeraria.
Otro capítulo importante es el análisis de los ajuares funerarios contenidos en las vasijas o que acompañan luego a las urnas en los enterramientos sucesivos. Así, sobresalen las tallas o estatuillas representando a dioses o criaturas divinas, como ocurre en Egipto, a modo de compañeros de viaje o intercesores en los procesos más allá de la muerte. Otros accesorios frecuentes en el ajuar del muerto son las joyas, armas, espejos y huesos de animales, aunque no queda claro si son regalos funerales o «herramientas para el más allá».

## Algunos ejemplos arqueológicos

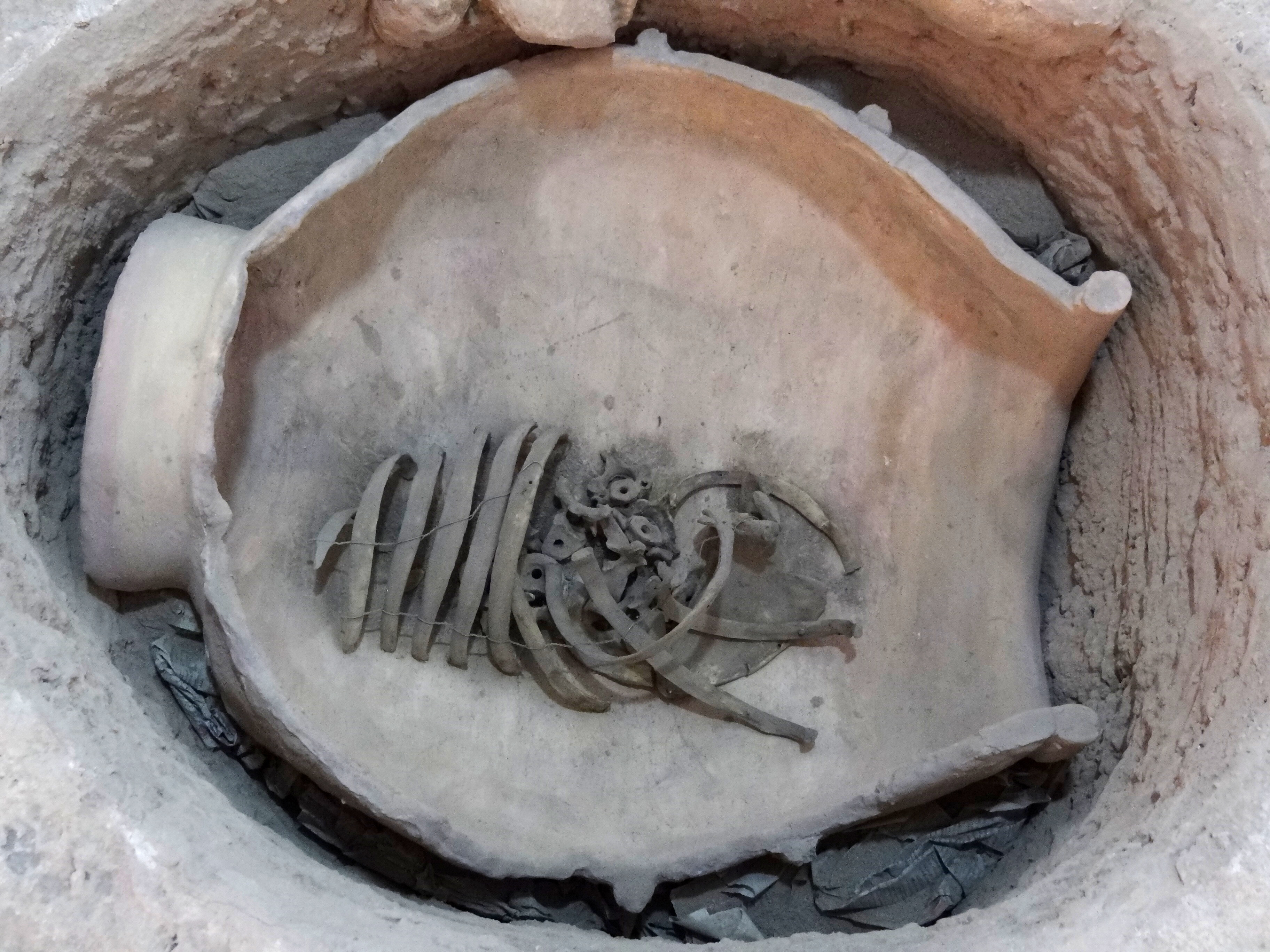
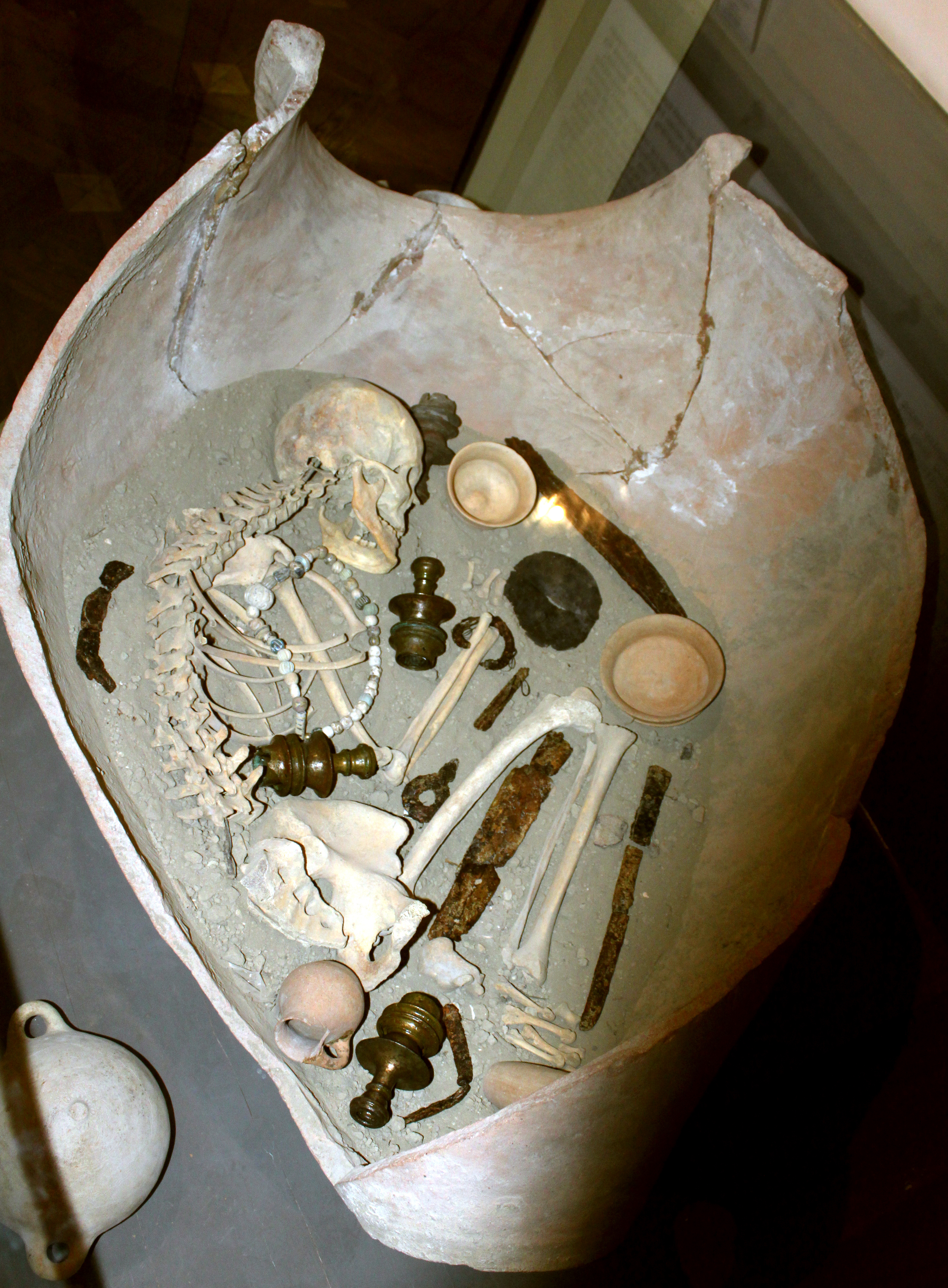
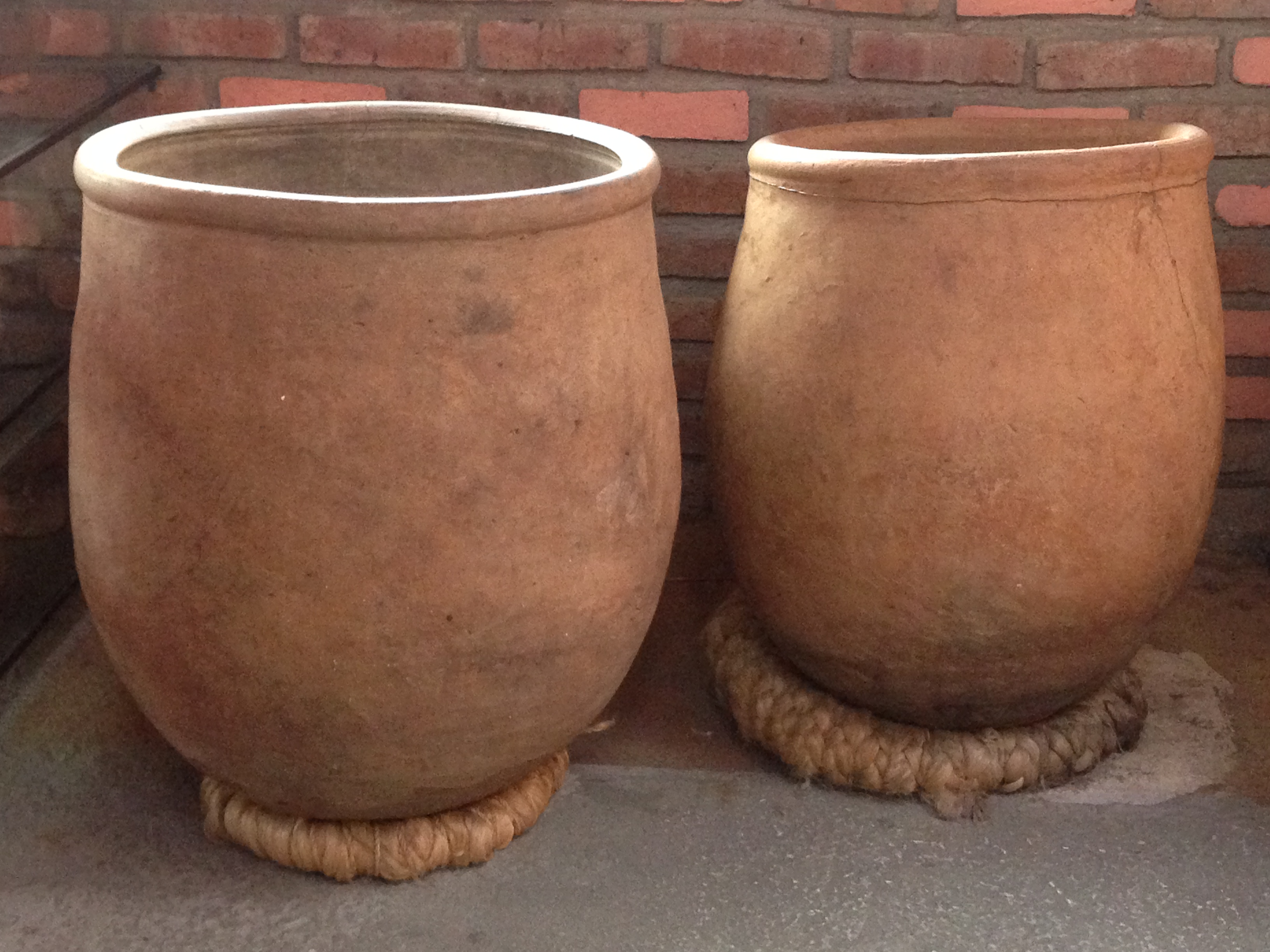
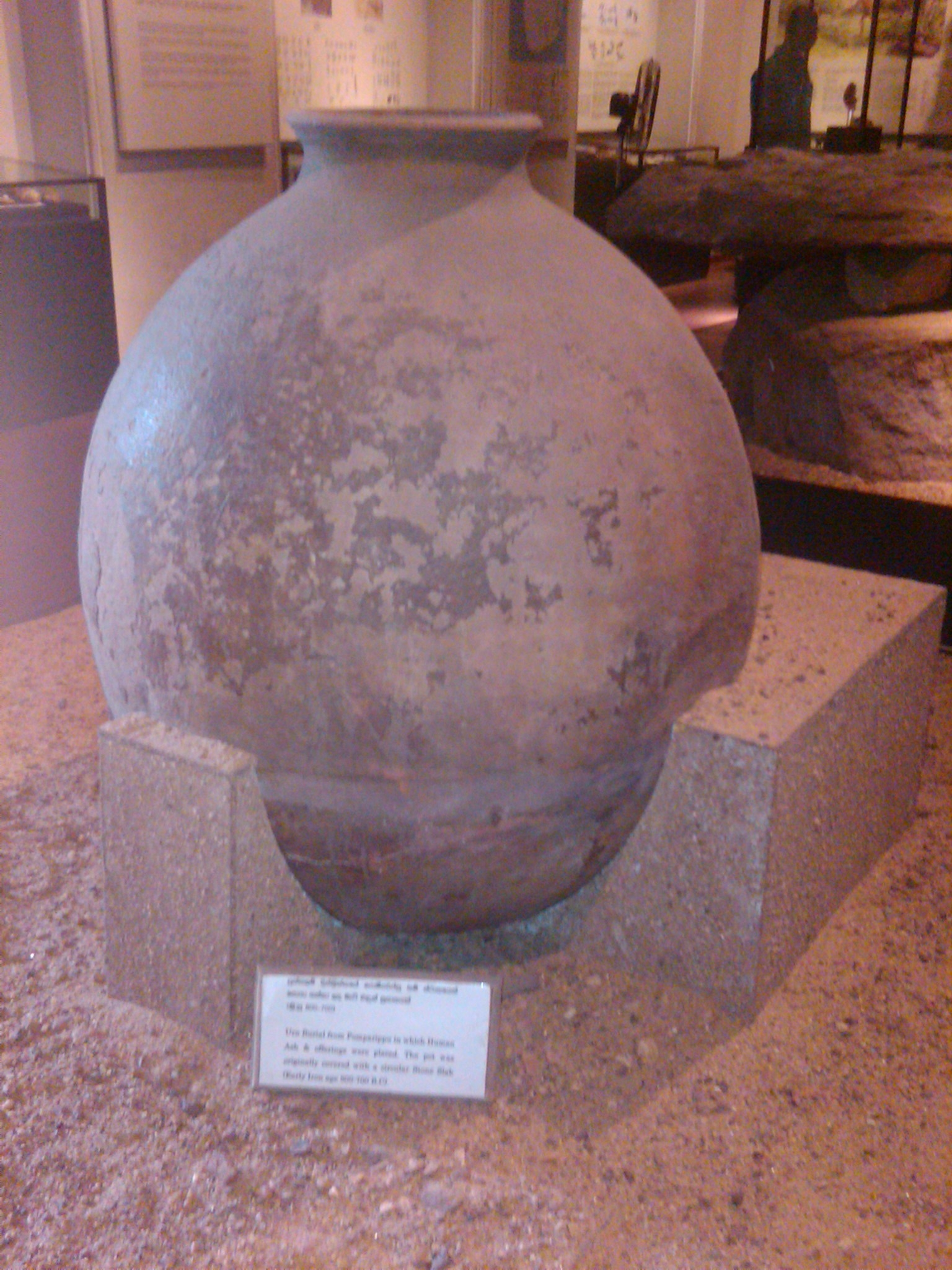

- En el contexto de la cultura minoica y de la Antigua Grecia, puede destacarse el tradicional enterramiento en las tinajas de almacenamiento conocidas como pithos (con asas redondas verticales ovaladas).[16]

- El Argar, yacimiento arqueológico situado en el municipio de Antas, Almería, correspondiente al Bronce Pleno en el sur de España.[17]

- El sitio arqueológico Yoshinogari, en Japón, con más de 2000 tinajas funerarias datadas entre el siglo IV a. C. y el siglo III d. C.[18][19]

- El conjunto arqueológico conocido como ‘Páramo de las tinajas’ (de las vasijas o de las jarras), con localizaciones de miles de vasijas de piedra en forma de tinaja esparcidas por la meseta de Xieng Khouang, en las tierras altas del norte de Laos, en la cordillera Annamita.[20]

- En Camboya (en la zona oriental de los Montes Cardamomo y Elefante o Montes Krâvanh), se descubrió en 2006, una colonia funeraria usada solo durante un periodo de quince años y datada entre 1395 y 1650 d. C., que además de los restos humanos de más de 152 individuos, incluían huesos de animales domésticos. El análisis del material arqueológico permitió deducir así mismo dos tipos de vasijas diferentes, unas llegadas a través del comercio  marítimo y otras producidas en los alfares locales.[21]

- En Filipinas se han localizado yacimientos en cuevas con enterramientos en tinajas de arcilla o de piedra al norte Luzón, Marinduque, Masbate, Sorsogon, Palawan, Sarangani y Mindanao; datados en el neolítico tardío, el ejemplar más antiguo es la «Tinaja de Manunggul» de la Cueva de Tabon, fechado hacia 890–710 a. C.[22][23]